# Хукърова саркокока
Хукъровите саркококи (Sarcococca hookeriana) са вид покритосеменни от семейство Чемширови (Buxaceae).
Таксонът е описан за пръв път от френския ботаник Анри Ернест Байон през  година.

## Вариетети
- Sarcococca hookeriana var. digyna
- Sarcococca hookeriana var. hookeriana